# Yahya ben Abi Zakariya Yahya
Pour les articles homonymes, voir Yahya.
Yahyâ ben Abî Zakarîyâ Yahyâ est le fils d'Abû Zakarîyâ Yahyâ. Il succède à son cousin Alî comme troisième vizir watasside du sultan mérinide Abû Muhammad `Abd al-Haqq en 1458.

## Biographie
Yahyâ tente de poursuivre la politique de son père, mais Abû Muhammad `Abd al-Haqq n'est plus un enfant.
`Abd al-Haqq se retourne contre son nouveau régent Yahyâ et sa famille (1459). Il les fait massacrer, seuls deux frères survivent, dont Muhammad ach-Chaykh qui en 1472 devient le premier sultan wattasside.`Abd al-Haqq ne réussit pas à remplir convenablement ses fonctions de sultan. L'anarchie s'installa partout dans le royaume.
Au cours d'une révolte populaire à Fès, `Abd al-Haqq fut égorgé comme un animal de sacrifice (1465). Un arabe Idrisside en profita pour se faire proclamer imam comme l'avait fait son ancêtre. Le pays est alors entré dans une période d'anarchie.
L'un des survivants du massacre de 1459, Muhammad ach-Chaykh repris Fès et y installa les sultans Wattassides en 1572.